# Giudizio di Salomone (Mantegna)
Giudizio di Salomone è un dipinto a tempera su tela attribuito ad Andrea Mantegna e collaboratori, databile al 1495 circa e conservato nel Museo del Louvre a Parigi.
L'immagine simula un bassorilievo in marmo, per il quale gli studiosi ritengono che il solo disegno preparatorio fosse del Mantegna.